# أحمد مشهدي

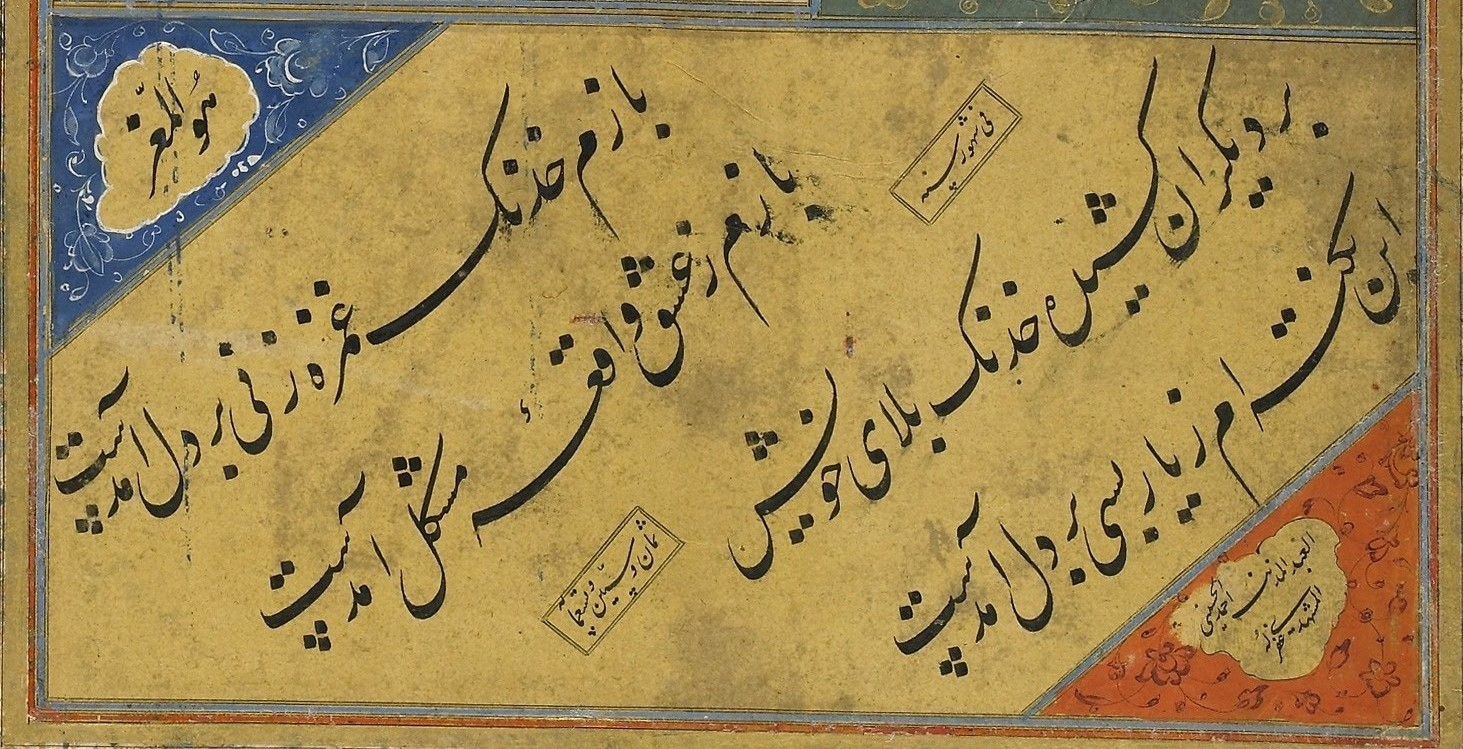
نموذج خطي مكون من بيتين من ديوان أمير شاهي ، بتوقيع أحمد مشهدي، مؤرخ في سنة 978 هـ [1570 م]. من معرض آرثر م. ساكلر

أحمد مشهدي أو مير سيد أحمد كان أحد أهم خطاطي النستعليق الفارسيين في القرن السادس عشر. كان من مشهد. وكان أيضًا شاعرًا ولا تزال بعض قصائده الأصلية موجودة.

## السيرة
تعلم المشهدي فن الخط في هرات على يد مير علي الهروي [الإنجليزية]. وبعد أن استولى الشيبانيون على المدينة هاجر كلاهما إلى بخارى. بعد وفاة هروي عمل لفترة كاتبًا في مكتبة عبد العزيز خان أوزبك. عندما توفي عبد العزيز خان، عاد إلى بلدته الأصلية. عمل هناك كاتبًا في بلاط طهماسب الأول وخليفته إسماعيل الثاني. توفي سنة 1578 في مازندران.

## طلابه
- حسن علي مشهدي
- علي رضا مشهدي
- محمد رحيم مشهدي
- غني
- محمد حسين التبريزي [الإنجليزية]
- أحمد منشي غومي مؤلف كتاب جولستان هونار.